# マルカ (商社)
株式会社マルカ（英: Maruka Corporation）は、大阪府大阪市中央区に本社を置く工作機械、建設機械の専門商社。海外へ多くの拠点を持ち、海外進出企業の支援を得意としている。

## 沿革
- 1946年12月 - 大阪市東区南久太郎4-10に丸嘉株式会社設立。紙・毛織物・自転車・軸受・工具などの国内販売及び各種商品の輸出入を行う。
- 1955年 - 機械部門を発足。工作機械、鍛圧機械の販売を開始。
- 1962年 - 丸嘉機械株式会社に商号変更。機械専門商社としての方向性を明確にする。
- 1970年 - マルカキカイ株式会社に商号変更。
- 1981年 - 本社を大阪府茨木市五日市2番28号に新築移転。
- 2000年 - 東京支社を現在地にビル取得移転。
- 2006年 - 東証1部に上場。
- 2018年8月 - 本社を現在地、大阪府大阪市中央区南新町二丁目2番5号に新築移転。
- 2019年4月 - 株式会社マルカに商号変更[4]。
- 2021年10月 - フルサト工業と経営統合[5]。フルサト・マルカホールディングス株式会社の子会社となる。

## 海外拠点
- アメリカ（ニュージャージー、ロサンゼルス、シカゴ、シンシナティ、ナッシュビル、フロリダ、カンサス、ダラス）
- 中国（広州、上海、天津）
- 台湾（台北）
- タイ（バンコク）
- ベトナム（ハノイ）
- インドネシア（ジャカルタ）
- マレーシア（クアラルンプール）
- フィリピン（マニラ）
- インド（デリー）
- メキシコ(アグアスカリエンテス、ケレタロ、モンテレー)[6]

## 連結子会社
- ソノルカエンジニアリング株式会社
- 株式会社管製作所
- 北九金物工具株式会社
- ジャパンレンタル株式会社

## 不祥事
- 2005年2月に、産業機械商社のマルカキカイ（現・マルカ）に執行役員として勤務していて過労死した男性について、東京地方裁判所は2011年5月に「実質的に労働者にあたる」として、労災の不認定を取り消す決定をした[7]。